# MELOS
MELOS（Mars Exploration of Life-Organism Search :ミーロスと発音） は、宇宙航空研究開発機構 (JAXA)が進めている火星探査ミッションで用いる探査機の名称である。

## 概要
2機のオービタと着陸機による気象、大気散逸、固体についての火星総合探査を予定しており、火星探査航空機の飛行も予定する。

## 予定される観測項目
- 火星気象学（専用の周回機を使用）
- 火星大気散逸科学
- 火星表層環境科学
- 火星内部構造科学
- 火星サンプルリターン
- 火星生命探査